# Обходные пути биосинтеза андрогенов у человека
Обходные пути биосинтеза андрогенов (англ. backdoor pathway of androgen biosynthesis) — название метаболических путей, в которых синтезируются мужские половые гормоны (андрогены) из стероидов, содержащих 21 атом углерода (C21), путём их 5α-восстановления без участия тестостерона и андростендиона в качестве промежуточных метаболических продуктов. Первый из обходных путей был описан в 2003 году у животных как цепочка реакций, начинавшаяся с 17α-гидроксипрогестерона и завершавшаяся 5α-дигидротестостероном. В 2004 году эта цепочка реакций была подтверждена и у людей. Кроме этого, у людей было обнаружено несколько других путей, которые также в обход стадий синтеза тестостерона и андростендиона приводят к синтезу 11-оксоандрогенов — агонистов рецепторов андрогенов, равных по силе воздействия тестостерону или 5α-дигидротестостерону. Эти метаболические пути присутствуют не только у человека, но и у других млекопитающих, и были изучены у мышей, крыс и кенгуру.
Обходные пути являются альтернативой обычному пути, включающему тестостерон и андростендион в качестве конечных или промежуточных элементов. Они также важны для здоровья человека, как и обычный путь. Нарушения в обходных путях могут приводить к неоднозначности определения пола (вирилизации наружных половых органов) у новорожденных девочек и недостаточному развитию половых органов у новорожденных мальчиков. У взрослых людей нарушения работы обходных путей могут приводить к избытку андрогенов и к таким болезням, как поликистоз яичников или рак предстательной железы.
Обходные пути биосинтеза андрогенов регулируются рядом ферментов, таких как SRD5A1/SRD5A2, AKR1C2/AKR1C4 и CYP17A1. Мутации в генах, кодирующих эти ферменты, могут привести к нарушению функционирования обходных путей, что влечёт различные клинические последствия. Исследования обходных путей биосинтеза андрогенов — активная область современной науки, и их понимание может иметь практическое значение для разработки методов лечения и контроля состояний, связанных с недостаточной или избыточной выработкой андрогенов.

## Функция

Нумерация атомов углерода до позиции 21 (позиции 18 и 19 опущены) в гипотетическом стероидном ядре, как это определено Номенклатурой стероидов

Механизм воздействия андрогенов на организм основан на связывании молекул этих гормонов с андрогеновыми рецепторами, расположенными в цитозоле клеток. После связывания, рецепторы перемещаются в ядро клетки и контролируют процесс транскрипции генов путём взаимодействия с андроген-чувствительными элементами. Этот механизм играет ключевую роль в формировании половой дифференциации эмбриона и достижении половой зрелости, а также регулирует многие функции организма, не обязательно связанные с полом, например минерализацию костей или рост волос.
Различные андрогены оказывают различное влияние на андрогеновые рецепторы, так как они имеют разную степень связывания и активации рецепторов. Под клинически значимыми андрогенами понимаются те андрогены, которые оказывают сильное влияние на развитие и функционирование мужских половых признаков, в отличие от клинически незначимых андрогенов, которые имеют низкую биологическую активность или быстро метаболизируются в другие стероиды. Клинически незначимые андрогены не оказывают существенного влияния на развитие и функционирование мужских или женских половых признаков, но они могут быть продуктами метаболизма более активных андрогенов, таких как тестостерон, или их прекурсорами (предшественниками в метаболическом пути).
Обходные пути биосинтеза андрогенов — важные метаболические процессы, которые участвуют в формировании клинически значимых андрогенов из C21 стероидов (прегнанов, таких как прогестерон и 17α-гидроксипрогестерон (17OHP)) посредством их 5α-восстановления, то есть посредством восстановительной химической реакции, приводящей к изменению функциональной группы, находящейся в позиции 5α стероидного (стеранового) ядра молекулы. Эти пути идут в обход стадий синтеза тестостерона и андростендиона — стадий, которые присутствуют в обычном пути биосинтеза андрогенов. C21-стероиды обозначаются так потому, что их молекулы имеют 21 атом углерода, то есть химические формулы начинаются с «C21», например C21H30O2 — формула прогестерона.
В 2004 году 5α-восстановление 17OHP было описано в медицинской литературе как длинный метаболический путь, который в итоге приводит к выработке 5α-дигидротестостерона (DHT) в конечных тканях. За два первых десятилетия XXI века было обнаружено ещё несколько путей, которые также в обход стадий синтеза тестостерона и андростендиона приводили к выработке 11-оксоандрогенов, являющихся полноценными андрогенами и воздействующих на андрогеновые рецепторы аналогично тестостерону или DHT.
Эти метаболические пути присутствуют не только у человека, но и у других млекопитающих, и были изучены у мышей, крыс и кенгуру. Вид кенгуру Евгении (лат. Notamacropus eugenii, англ. Tammar wallaby) является предметом изучения процессов половой дифференциации и полового развития в контексте биосинтеза андрогенов благодаря тому, что половая дифференциация у этого вида происходит только после рождения: яички начинают формироваться через два дня, а яичники только на восьмой день после рождения. Это позволяет изучать не только влияние гормонов на организм с начала процесса половой дифференциации, но и пути биосинтеза этих гормонов, когда кенгуру уже родился, а не находится в плаценте как у других млекопитающих, что затрудняет наблюдение и воздействие.
Открытие обходного пути биосинтеза DHT у кенгуру Евгении в 2003 году расширило понимание процессов выработки андрогенов у людей и внесло вклад в разработку методов лечения и контроля состояний, связанных с недостаточной или избыточной выработкой андрогенов. Примерами таких состояний являются вирилизация наружных половых органов у новорождённых девочек или, напротив, недостаточное развитие половых органов у мальчиков. Также отмечаются такие проявления как акне, аменорея, проблемы с вынашиванием беременности, облысение по мужскому типу и хирсутизм (избыточный рост волос по мужскому типу на лице женщин), поликистоз яичников и рак предстательной железы. Все перечисленные состояния связаны с нарушениями биосинтеза и метаболизма андрогенных соединений в организме.

## Биохимия

### Обходной путь биосинтеза дигидротестостерона

Обходные пути биосинтеза 5α-дигидротестостерона от прогестерона и 17-гидроксипрогестерона в обход стадий синтеза тестостерона (красные стрелки), обычные пути биосинтеза андрогенов (чёрные стрелки). Также показаны пути биосинтеза кортикостероидов чтобы проиллюстрировать обычную функцию ферментов CYP11B1/2 (синие стрелки). При обычном синтезе андрогенов, 5α-дигидротестостерон вырабатывается сразу из тестостерона.

Первым и основным этапом обходного пути биосинтеза андрогенов является 5α-восстановленние прогестерона или 17α-гидроксипрогестерона (17OHP), а затем следует цепочка преобразований, приводящая к 5α-дигидротестостерону (DHT) альтернативным путём, минуя типичные промежуточные соединения — андростендион и тестостерон.
Этот путь активируется во время нормального внутриутробного развития и приводит к ранней мужской половой дифференциации. Впервые он был описан у сумчатых, а затем подтверждён у людей. Как обычный, так и обходной пути биосинтеза DHT необходимы для нормального развития мужских половых органов у человека, поэтому дефекты обходного пути от 17OHP или прогестерона к DHT приводят к недостаточному развитию половых органов у эмбрионов мужского пола, поскольку плацентарный прогестерон является предшественником для биосинтеза DHT через обходной путь.
При дефиците 21-гидроксилазы или дефиците оксидоредуктазы цитохрома Р450, этот путь может быть активирован независимо от возраста и пола даже при незначительном повышении уровня циркулирующего 17OHP.
В то время как реакция 5α-восстановления (восстановительная химическая реакция в позиции 5α ядра молекулы стероида) является последней трансформацией в обычном пути биосинтеза андрогенов, эта реакция в обходных путях к DHT является первой. Эти обходные пути начинаются с 5α-восстановления либо 17OHP, либо прогестерона, которые в конечном итоге превращаются в DHT.

#### Путь, начинающийся от 17α-гидроксипрогестерона
Первым этапом этого пути является 5α-восстановление 17OHP до 5α-прегнан-17α-ол-3,20-диона (17OHDHP), который также известен как 17α-гидроксидигидропрогестерон. Эту реакцию катализирует фермент SRD5A1.
17OHDHP затем преобразуется в 5α-прегнан-3α,17α-диол-20-он (5α-Pdiol) посредством 3α-восстановления изоферментом 3α-гидроксистероид дегидрогеназы (AKR1C2 и AKR1C4) или ферментом HSD17B6, который также обладает 3α-восстановительной активностью. 5α-Pdiol также известен как 17α-гидроксиаллопрегнанолон или 17OH-аллопрегнанолон.
5α-Pdiol затем преобразуется в 5α-андростан-3α-ол-17-он, также известный как андростерон (AST), за счёт 17,20-лиазной активности фермента CYP17A1, который отщепляет боковую цепь (связь C17–C20) от стероидного (стеранового) ядра молекулы, превращая стероид С21 (прегнан) в стероид С19 (андростан или андроген).
На следующем этапе, AST 17β-восстанавливается до 5α-андростан-3α,17β-диола (3α-diol) с помощью фермента HSD17B3 или AKR1C3.
Последним этапом является 3α-окисление 3α-diol в конечных тканях до DHT, ферментом, обладающим активностью 3α-гидроксистероидоксидазы, таким как AKR1C2, HSD17B6, HSD17B10, RDH16, RDH5 и DHRS9. Это окисление не требуется в обычном пути биосинтеза DHT.
Всю цепочку стероидов на этом пути можно изобразить следующим образом: 17OHP → 17OHDHP → 5α-Pdiol → AST → 3α-diol → DHT.

#### Путь, начинающийся от прогестерона
Путь от прогестерона к DHT подобен описанному выше пути от 17OHP к DHT, но исходным субстратом для 5α-редуктазы здесь является прогестерон, а не 17OHP. Плацентарный прогестерон у плода мужского пола является исходным материалом для обходного пути, который действует во многих негонадных тканях.
Первым шагом на этом пути является 5α-восстановление прогестерона до 5α-дигидропрогестерона (5α-DHP) с помощью фермента SRD5A1.
Затем 5α-DHP превращается в аллопрегнанолон (AlloP5) посредством 3α-восстановления с помощью AKR1C2 или AKR1C4.
Затем AlloP5 превращается в 5α-Pdiol под действием 17α-гидроксилазной активности CYP17A1.
Затем этот путь протекает также, как и путь, который начинается с 17OHP, и его можно изобразить следующим образом: прогестерон → 5α-DHP → AlloP5 → 5α-Pdiol → AST → 3α-diol → DHT.

### 11-оксоандрогены

#### Номенклатура
Префикс «11-оксо» применительно к стероиду означает присутствие в его молекуле атома кислорода в виде оксо (=O) функциональной группы, присоединённой к атому углерода в позиции 11 ядра стероида. В некоторых источниках, описывающих классы и группы стероидов, можно встретить префикс «11-кето», например, «11-кетостероид». В химии префикс «кето» широко используется для обозначения  карбонильной группы (С=О) кетонов, в молекулах которых она связана с двумя углеводородными радикалами (R1–CO–R2), при этом углерод считается включённым в карбонильную группу (например, метилэтилкетон). Однако согласно рекомендациям Объединённой комиссии по биохимической номенклатуре 1989 года при наименовании стероидов, особенно для классификации и группировки стероидных соединений, префиксу «кето»  следует предпочитать префикс «оксо», например, «11-оксостероиды»  вместо «11-кетостероиды». Таким образом, при формировании названий стероидов во избежание дублирования атомы углерода С=О-группы отражаются в названии только как часть углеродного скелета ядра без повторного их упоминания в качества  составляющей карбонильной группы.

#### Обходные пути биосинтеза 11-оксоандрогенов

Сокращённые пути к 11-оксоандрогенам и 11-гидроксиандрогенам с трансформациями (чёрные стрелки). Две группы стероидов отличаются конфигурацией в позиции 17 ядра стеродида, что обусловлено четырьмя различными субстратами-предшественниками. Первая группа — метаболиты прогестерона, вторая — 17-гидроксипрогестерона. CYP17A1 катализирует стероиды C_{21} (прегнаны) до стероидов C_{19} (андростаны). Некоторые преобразования, существование которых предполагается, но ещё не доказано, показаны пунктирными стрелками. Некоторые реакции, опосредованные CYP17A1, которые трансформируют классы 11-оксоандрогенов и 11-гидроксиандрогенов (серая рамка), опущены для ясности. Стероиды Δ^{5}, которые трансформируются в стероиды Δ^{4}, также опущены для ясности.

Есть два известных 11-оксоандрогена: 11-кетотестостерон (11KT) и 11-кетодигидротестостерон (11KDHT), которые обладают такой же способностью к связыванию и активации рецепторов андрогенов, как  тестостерон и DHT соответственно. В некоторых работах предполагается, что, хотя 11-гидроксиандрогены, такие как 11-гидрокситестостерон (11OHT) и 11-гидроксидигидротестостерон (11OHDT) могут не обладать значительной андрогенной активностью, они все же могут быть важными предшественниками андрогенных молекул 11KT и 11KDHT. Относительная важность андрогенов в их влиянии на организм зависит от их активности, от их концентрации в крови и в тканях и от их стабильности. Было установлено, что стероиды 11-гидроксиандростендион (11OHA4) и 11-кетоандростендион (11KA4) обладают минимальной андрогенной активностью, но остаются важными молекулами в этом контексте, поскольку они действуют как предшественники биологически-активных андрогенов.
Обходные пути к 11-оксоандрогенам и 11-гидроксиандрогенам могут быть в целом представлены двумя точками входа Δ4 стероидов (17OHP и прогестерон), которые могут претерпевать общую последовательность из трёх преобразований:
1. 11β-гидроксилирование[53] с помощью CYP11B1 в коре надпочечников,
2. 5α-восстановление с помощью SRD5A1/SRD5A2,
3. обратимое 3α-восстановление/окисление функциональной группы кетона/спирта в молекуле стеродиа с помощью AKR1C2 или AKR1C4[54].

## Роль в здоровье человека

### Врождённая гиперплазия коры надпочечников
При врождённой гиперплазии коры надпочечников (ВГКН) из-за дефицита 21-гидроксилазы или дефицита цитохром P450 оксидоредуктазы (POR), связанный с этим повышенный уровень 17OHP приводит к усилению биосинтеза DHT через обходной путь, который начинается с 5α-восстановления 17OHP. Этот путь может быть активирован независимо от возраста и пола, и у эмбриона женского пола с ВКНГД может приводить к вирилизации наружных половых органов, то есть к неоднозначному виду гениталий у новорожденных девочек, что приводит к затруднению определения пола при рождении таких девочек. Кроме повышенных уровней 17OHP, могут быть повышены и уровни прогестерона, что приводит к тем же последствиям. Кроме того, и 17OHP, и прогестерон, также могут служить субстратами для 11-оксоандрогенов и 11-гидроксиандрогенов при ВКГНД, усугубляя указанные симптомы.
Маскулинизация женских наружных половых органов у плода из-за приёма матерью экзогенных гормонов с андрогенным эффектом, как правило, менее заметна, чем при ВГКН и, в отличие от ВГКН, не вызывает прогрессирующую вирилизацию.

### 11-оксоандрогены и 11-гидроксиандрогены
Ещё с 1990-х годов известно, что уровни в крови C21 11-гидроксистероидов (11-гидроксипрогестерон (11OHP4) и 21-деоксикортизол (21dF)) повышены как при классической, так и при неклассической ВГКН, а профили ЖХ-МС/МС, включающие эти стероиды, были предложены для клинического применения. У пациентов с классической ВГКН, получавших терапию глюкокортикоидами, уровни C19 11-оксостероидов и 11-гидроксистероидов в сыворотке крови были повышены в 3‐4 раза по сравнению с контрольной группой, состоявшей из здоровых людей. В том же исследовании уровни C19 11-оксоандрогенов положительно коррелировали с обычными андрогенами (такими, как тестостерон) у женщин, но отрицательно у мужчин. Уровни 11KT были в 4 раза выше по сравнению с тестостероном у женщин с этим заболеванием. У взрослых женщин с ВГКН соотношение количества DHT, биосинтезированного обходным путём, к количеству, биосинтезированному обычным путём, увеличивается по мере того, как ухудшается контроль избытка андрогенов с помощью терапии глюкокортикоидами. У женщин с синдромом поликистозных яичников уровень 11KT также повышен. У пациентов с ВГКН с плохим контролем заболевания уровень 11-оксоандрогенов остаются повышенными дольше, чем 17OHP, что служит лучшим биомаркером эффективности контроля заболевания. У мужчин с ВГКН повышенный уровень 11-оксоандрогенов может указывать на наличие опухолей яичек.
Как обычный, так и обходной путь биосинтеза DHT, необходимы для нормального развития мужских половых органов человека на этапе эмибрионального развития. Дефицит каталитической активности ферментов в обходном пути к DHT от 17OHP или от прогестерона приводит к недостаточному развитию мужских половых органов у плода мужского пола, поскольку плацентарный прогестерон является предшественником DHT в обходном пути.

### Роль некоторых ферментов

#### AKR1C2/AKR1C4
Что касается роли ферментов AKR1C2 и AKR1C4, то их роль в обходном пути биосинтеза андгогенов удалось установить по результатам исследования пяти пациентов с кариотипом 46,XY (мужчины) из двух семей. Это исследование показало, что атипичный внешний вид гениталий у этих мужчин был связан с мутациями в генах, кодирующих ферменты AKR1C2 и/или AKR1C4. Эти ферменты действуют исключительно в обходном пути к DHT, но не в обычном пути биосинтеза DHT через тестостерон. Мутации в AKR1C3 и генах, вовлечённых в обычный путь биосинтеза DHT, были исключены как причины атипичного внешнего вида. При этом участницы с кариотипом 46,XX (женщины), родственники больных пациентов-мужчин, имеющие те же мутации, были фенотипически нормальными и фертильными. Хотя и AKR1C2, и AKR1C4 необходимы для синтеза DHT в обходном пути, исследование показало, что мутаций только в AKR1C2 достаточно для нарушения функционирования этого пути. Мутации в генах AKR1C2/AKR1C4, ведущие к нарушениям полового развития (НПР), редки, и до сих пор были отмечены только в этих двух семьях. Тем не менее, в данном исследовании удалось установить роль AKR1C2/AKR1C4 как критически важных ферментов в альтернативных путях биосинтеза андрогенов.

#### CYP17A1
Изолированный синдром дефицита 17,20-лиазы (ILD), обусловленный мутациями в CYP17A1, цитохрома b5 и POR, также может нарушать обходной путь биосинтеза DHT, поскольку активность 17,20-лиазы CYP17A1 необходима как для обычного, так и для обходного пути биосинтеза DHT. Мальчики (46,XY) с ILD обычно распознаются при рождении из-за выраженной недостаточной маскулинизации, в то время как девочки (46,XX) обычно остаются без распознания данного синдрома вплоть до полового созревания, когда у них проявляется первичная аменорея, связанная с недостаточностью половых желез.

#### 11-Оксоандрогены и нарушения полового развития
11-Оксоандрогены могут играть важную роль в НПР. Биосинтез 11-оксоандрогенов у плода может совпадать с ключевыми этапами продукции кортизола — на 8‐9-й, 13‐24-й неделях беременности, а также с 31-й недели и далее. На этих стадиях, нарушение активности CYP17A1 и CYP21A2 приводит к увеличению АКТГ из-за дефицита кортизола и накоплению субстратов для CYP11B1 в путях образования 11-оксоандрогенов, и может вызывать аномальное развитие плода женского пола.

#### Рак предстательной железы
Обходной путь биосинтеза андрогенов также играет роль при раке предстательной железы. Андрогенная депривация — это подход в терапии рака предстательной железы, который может быть реализован путём кастрации для устранения тестостерона, синтезируемого  яичками, однако затем метастатические опухоли могут развиться в кастрационно-резистентный рак предстательной железы (КРРПЖ). Хотя кастрация приводит к снижению уровня тестостерона в сыворотке крови на 90‐95 %, уровень дигидротестостерона в предстательной железе снижается только на 50 %, что подтверждает предположение о том, что простата вырабатывает необходимые ферменты для выработки DHT без участия тестостерона из яичек.

## История
В 1987 году Б. Экштейн и соавторы инкубировали тестикулярные микросомы крысы в присутствии радиоактивно меченных стероидов и продемонстрировали, что 5α-андростан-3α,17β-диол преимущественно продуцируется из 17α-гидроксипрогестерона (17OHP).
В 2000 году Г. Шоу и соавторы продемонстрировали, что циркулирующий 3α-diol определяет развитие предстательной железы у молодых кенгуру путём превращения в DHT в конечных тканях. Молодняк кенгуру не демонстрирует полового диморфизма в циркулирующих уровнях Т и DHT во время развития простаты, что позволяет предположить, что за это ответственен другой механизм андрогенизации. Хотя аффинность связывания 3α-диола с андрогенными рецепторами на пять порядков ниже, чем у DHT, было известно, что 3α-diol может окисляться обратно до DHT под действием ряда дегидрогеназ.
В 2003 году Дж. Уилсон и соавторы инкубировали семенники молодых сумчатых (кенгуру) с радиоактивно меченым прогестероном, чтобы показать, что экспрессия 5α-редуктазы в этой ткани обеспечивает новый путь от 17OHP до 3α-диола без тестостерона в качестве промежуточного продукта: 17OHP → 17OHDHP → 5α -Pdiol → AST → 3α-diol.
В 2004 году М. Махендру и соавторы продемонстрировали, что в семенниках мышей действует новый путь выработки 3α-диола: прогестерон → 5α-DHP → AlloP5 → 5α-Pdiol → AST → 3α-diol, что дополняло данные по пути выработки этого гормона у кенгуру.
Позже в том же году Р. Охус ввёл термин обходной путь (backdoor pathway) и определил его как путь к DHT, который: (1) обходит обычные промежуточные соединения —андростендион (А4) и Т; (2) включает 5α-восстановление С21-стероидов (прегнанов) с последующей их конверсией в С19-стероиды (андростаны); и (3) включает 3α-окисление 3α-диола до DHT. Обходной путь объяснил, как андрогены синтезируются при определённых нормальных и патологических состояниях у людей, когда обычный путь биосинтеза DHT не может полностью объяснить наблюдаемые последствия. Путь, который определил Р. Охус, добавляет DHT в качестве конечного метаболита пути, который ранее определил Дж. Уилсон, а именно: 17OHP → 17OHDHP → 5α-Pdiol → AST → 3α-diol → DHT.
Клиническая значимость этих результатов была впервые продемонстрирована в 2012 году, когда К. Камрат и соавторы показали, что метаболиты, выводимые с мочой, возникают в связи с активностью обходного пути биосинтеза андрогенов от 17OHP к DHT у пациентов с дефицитом 21-гидроксилазы.
Л. Барнард и соавторы в 2017 году продемонстрировали метаболические пути от стероидов C21 до 11KDHT, которые обходят A4 и тестостерон. Обходной путь 11KDHT аналогичен обходному пути к DHT. Эти пути к 11-оксоандрогенам также были описаны как обходные пути из-за указанного сходства, и были дополнительно охарактеризованы в последующих исследованиях.